# Академия артиллерийских наук
Академия артиллерийских наук (сокращённо ААН [аа́н]) была основана 10 июля 1946 года постановлением Совета Министров СССР и упразднена в 1953 году. Цель создания этой структуры — развитие артиллерийского дела и новой артиллерийской техники, а также создание единого центра артиллерийской науки, имеющего свою теоретическую и экспериментальную базу при Министерстве вооружённых сил СССР. Среди задач академии также значилось организация и проведение научных экспертиз по вопросам артиллерийского вооружения и подготовка научных кадров, связанных с артиллерией. Академия артиллерийских наук включала в себя более 30 научно-исследовательских учреждений.

## История
Решение о создании Академии принимал лично И. В. Сталин, которого убедил создать эту структуру главный маршал артиллерии Н. Н. Воронов, оставшись наедине с руководителем государства на первомайском параде 1946 года. Впоследствии генеральный штаб пытался переубедить И. В. Сталина, предлагая взамен создать танковую или авиационную академию.
Общий состав Академии был установлен в количестве 45 действительных членов и 50 членов-корреспондентов. В состав Президиума академии вошёл главный конструктор ракетной техники С. П. Королёв. Благодаря работе специалистов Академии в 1947 году войска ПВО получили 100-мм зенитную пушку, затем — 130- и 152-мм. Для зенитной артиллерии малого калибра были созданы 37- и 57-мм пушки, которые поступили в войска вместе со станциями орудийной наводки и ПУАЗО в виде зенитных артиллерийских комплексов. При этом одна из групп конструкторов решила задачу создания автоматического ракетного оружия для войск ПВО, что привело к появлению в СССР первой зенитной ракетной системы, поставленной на боевое дежурство — комплекса «Беркут».
За короткий период своего существования Академия выполнила более 400 научно-исследовательских и опытно-конструкторских работ. По их результатам 9 образцов были приняты на вооружение Советской армии, 10 рекомендованы к принятию на вооружение, 10 работ получили Сталинские премии, 15 были отмечены денежными наградами Совета министров Союза ССР. Выполнены 497 отзывов, заключений и экспертиз результатов научной деятельности; кандидатские диссертации защитили 13 адъюнктов и 46 соискателей.
Президиум Академии размещался в Москве, на Арбате, в доме № 35 по Староконюшенному переулку.
С 1946 по 1950 годы президентом Академии был генерал-лейтенант Анатолий Аркадьевич Благонравов, действительный член Академии наук СССР, научные интересы которого лежали в области механики, машиноведения и артиллерии. После отставки с поста главы Академии он стал директором Института машиноведения АН СССР.
С 1950 по 1953 годы президентом Академии был инициатор её создания маршал Н. Н. Воронов. Вице-президентом был генерал А. Ф. Горохов, крупный теоретик и практик противовоздушной обороны. Среди действительных членов академии были маршалы Л. А. Говоров и Н. Д. Яковлев.
После смерти И. В. Сталина Академия артиллерийских наук была упразднена, а её президент Н. Н. Воронов назначен начальником Военной артиллерийской командной академии в Ленинграде.
В 1994 году указом Президента Российской Федерации была воссоздана под названием Российской академии ракетных и артиллерийских наук (РАРАН).

## Члены Академии
Фактически в составе академии было 43 действительных члена и 51 член-корреспондент. Они распределялись следующим образом:
- 1-е отделение (отделение боевого применения артиллерии)

Действительные члены: Н. Н. Воронов, Л. А. Говоров, Ф. А. Самсонов, В. И. Хохлов.
Члены-корреспонденты: Е. И. Гуковский, Н. Н. Жданов, П. Н. Кулешов, М. Н. Никитин, М. В. Ростовцев.
- 2-е	отделение (отделение стрельбы наземной, зенитной артиллерии и стрелково-пулеметного вооружения)

Действительные члены: В. А. Алексеев, В. Г. Дьяконов, В. А. Унковский.
Члены-корреспонденты: Г. И. Блинов, Н. А. Бородачев, С. Н. Капустин, В. С. Пугачев, В. В. Чистосердов.
- 3-е	отделение (отделение баллистики и артиллерийского вооружения)

Действительные члены: Е. А. Беркалов, А. А. Благонравов, Е. Л. Бравин, М. Ф. Васильев, Д. А. Вентцель, В. Г. Грабин, И. П. Граве, С. Н. Данилов, Н. Ф. Дроздов, И. И. Иванов, М. А. Лаврентьев, Ф. Ф. Петров, Г. И. Покровский, П. М. Прохоров, М. Е. Серебряков, В. Е. Слухоцкий, К. К. Снитко, М. М. Струсельба, А. А. Толочков, Н. Г. Четаев.
Члены-корреспонденты: С. Л. Ананьев, Ф. А. Баум, Н. И. Безухов, Д. Е. Брилль, А. Ф. Головин, Э. А. Горов, М. С. Горохов, М. В. Гуревич, Н. Н. Дубовицкий, Б. Л. Кондрацкий, В. Н. Константинов, С. А. Сорокин, Г. М. Третьяков, В. В. Хожев, Б. И. Шавырин, А. А. Шмидт.
- 4-е	отделение (отделение реактивного вооружения).

Действительные члены: В. П. Ветчинкин, А. А. Ильюшин, Ю. А. Победоносцев, Б. С. Стечкин, Я. М. Шапиро.
Члены-корреспонденты: А. С. Бакаев, Н. И. Белов, Н. Я. Головин, С. П. Королёв, А. А. Космодемьянский, А. 3. Краснов, В. И. Кузнецов, М. К. Тихонравов, Ф. И. Франкль.
- 5-е	отделение (отделение радиолокации и артиллерийских приборов)

Действительные члены: И. С. Брук, А. Ф. Горохов, А. А. Лебедев, Н. И. Пчельников, А. Н. Щукин.
Члены-корреспонденты: И. Н. Ананьев, А. Н. Захарьевский, Ю. Б. Кобзарев, П. Н. Куксенко, Г. А. Никитин, С. М. Николаев, П. В. Тимофеев, Г. В. Чехович.
- 6-е	отделение (отделение механической тяги артиллерии)

Действительные члены: Н. Р. Брилинг, Г. В. Зимелев, Н. Г. Зубарев, А. С. Орлин.
Члены-корреспонденты: А. И. Благонравов, Д. К. Карельских, Г. Н. Ковалёв, М. К. Кристи, А. А. Липгарт.
- 7-е	отделение (отделение истории артиллерии)

Действительные члены: В. Г. Федоров, В. М. Четков
Члены-корреспонденты: Д. Е. Козловский, Э. К. Ларман, И. С. Прочко.
Единственным почётным членом Академии был избран И. В. Сталин в честь его 70-летнего юбилея в 1949 году.